# Dejan Panowski
Dejan Panovski, mk. Дејан Пановски (ur. 30 kwietnia 1980 w Skopju) – północnomacedoński narciarz alpejski, olimpijczyk. Brał udział w igrzyskach w roku 2002 (Salt Lake City). Nie zdobył żadnych medali.

## Letnie Igrzyska Olimpijskie 2002 w Salt Lake City
| Konkurencja   | Zjazd I | Zjazd I | Zjazd II | Zjazd II | Klasyfikacja końcowa | Klasyfikacja końcowa |
| Konkurencja   | Czas    | Miejsce | Czas     | Miejsce  | Czas                 | Miejsce              |
| ------------- | ------- | ------- | -------- | -------- | -------------------- | -------------------- |
| Slalom        | DNF     | AC      | -        | -        | DNF                  | AC                   |
| Slalom gigant | 1;20,48 | 65.     | 1:18,30  | 52.      | 2:38,78              | 52.                  |